# عبد الله العنقري
عَبْد اللهِ بن عَبْد العَزِيز بن عَبْد الرَّحمن بن محمَّد بن إبْرَاهِيْم بن سُلَيْمان بن نَاصِر بن إبْراهِيم العُنْقَري النَّجْديُّ (1290 هـ - 1373 هـ) قاض حنبلي كانت لأسلافه إمارة في ثرمداء من قرى الوشم بنجد. وولد بها، وكف بصره في السابعة من عمره، فحفظ القرآن ولازم العلماء في بلده ثم في الرياض وكانت له مكتبة في بلدة المجمعة. وولي القضاء بسدير فسكن المجمعة واستمر 36 عاما انتدب في خلالها سنة 1340 هـ للتدريس في الأرطاوية وحل بعض المشكلات بين أهلها. وأملى حاشية الروض المربع. وتوفي في المجمعة 4 صفر سنة 1373 هـ.

## مؤلفاته
- حاشية الروض المربع.
- مجموع فتاوى، يقع في 13 ورقة، كتب في حياته سنة 1354 هـ بقلم عبد العزيز بن حمد بن مقرن.
- تعليقات على النونية لابن القيم.
- شجرة العناقر.
- مختصر مجموع المنقور.
- رسالة في الهجرة ووجوب أخذ العلم عن العلماء.